# Château de Montefiore
Le château de Montefiore  est situé dans le hameau de Montefiore dans la commune de Recanati, province de Macerata dans les Marches,. 
Il se trouve le long de la route qui mène d'Osimo à Montefano et se distingue par son donjon élevé au sommet d'une colline qui domine la partie occidentale des vallées de Musone et Potenza.

## Historique

### Origine
La localité de Montefiore, alors connue sous le toponyme Fundus Florie, vers le Xe siècle, se trouvait à la frontière entre les Lombards du duché de Spolète et les Byzantins de la Pentapole, devant subir les hauts et les bas de leurs luttes. À la fin du XIIIe siècle, la municipalité de Recanati décida d'y construire un château pour endiguer les visées expansionnistes de son ennemi acharné, Osimo. On pense que la haute tour, située au centre du château, a été érigée pour repérer et signaler les dangers et les attaques.

### Le château Renaissance
Le château de Montefiore fut agrandi et fortifié tout au long du XVe siècle. En 1429, les annales documentent l'élévation du grand donjon central en tour de guet. En 1445, lors des combats entre le Pape et Francesco Sforza, le château fut déjà renforcé pour faire face aux grands seigneurs ou aux différents capitaines mercenaires qui employaient des armées de plus en plus avancées. 
La plaque au-dessus de la porte d'accès au donjon commémore une nouvelle intervention plus étendue réalisée en 1467 par les duumvirs Antonio Politi et Tommaso Gabrielli. De grands travaux furent entrepris en 1486, lorsque le gouverneur pontifical de la Marche de Fermo, en lutte contre Boccolino Guzzoni (it) qui s'était emparé d'Osimo, y installa son quartier général. C'est alors que le bâtiment prend sa structure défensive définitive et non plus de guet. Les murailles de la ville ont été consolidées, le donjon a été reconstruit dans sa forme actuelle, haute de 40 m, et le ravelin a été érigé. Tous les changements visaient à transformer le château en une forteresse capable de résister aux attaques par armes à feu.

### Histoire moderne
Au XVIIe siècle, Montefiore a perdu son rôle militaire important et a subi cette lente transformation qui, de forteresse, l'a conduit à devenir un village rural. Le complexe militaire a été lourdement endommagé pendant la Seconde Guerre mondiale et restauré dans les années suivantes.
En 2000, une importante campagne de restauration a été lancée, également en raison de problèmes de stabilité.

## Galerie

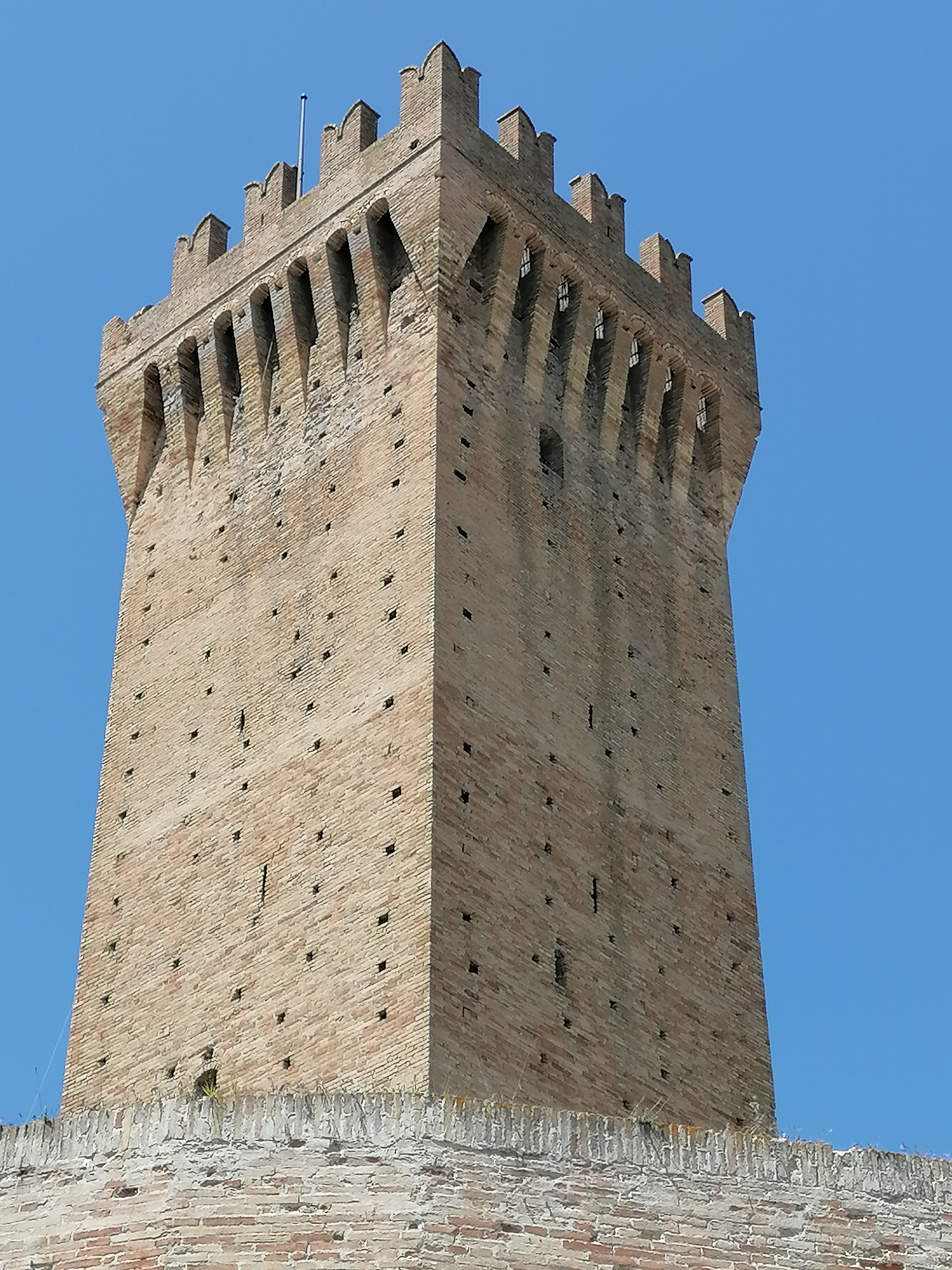
Le donjon.
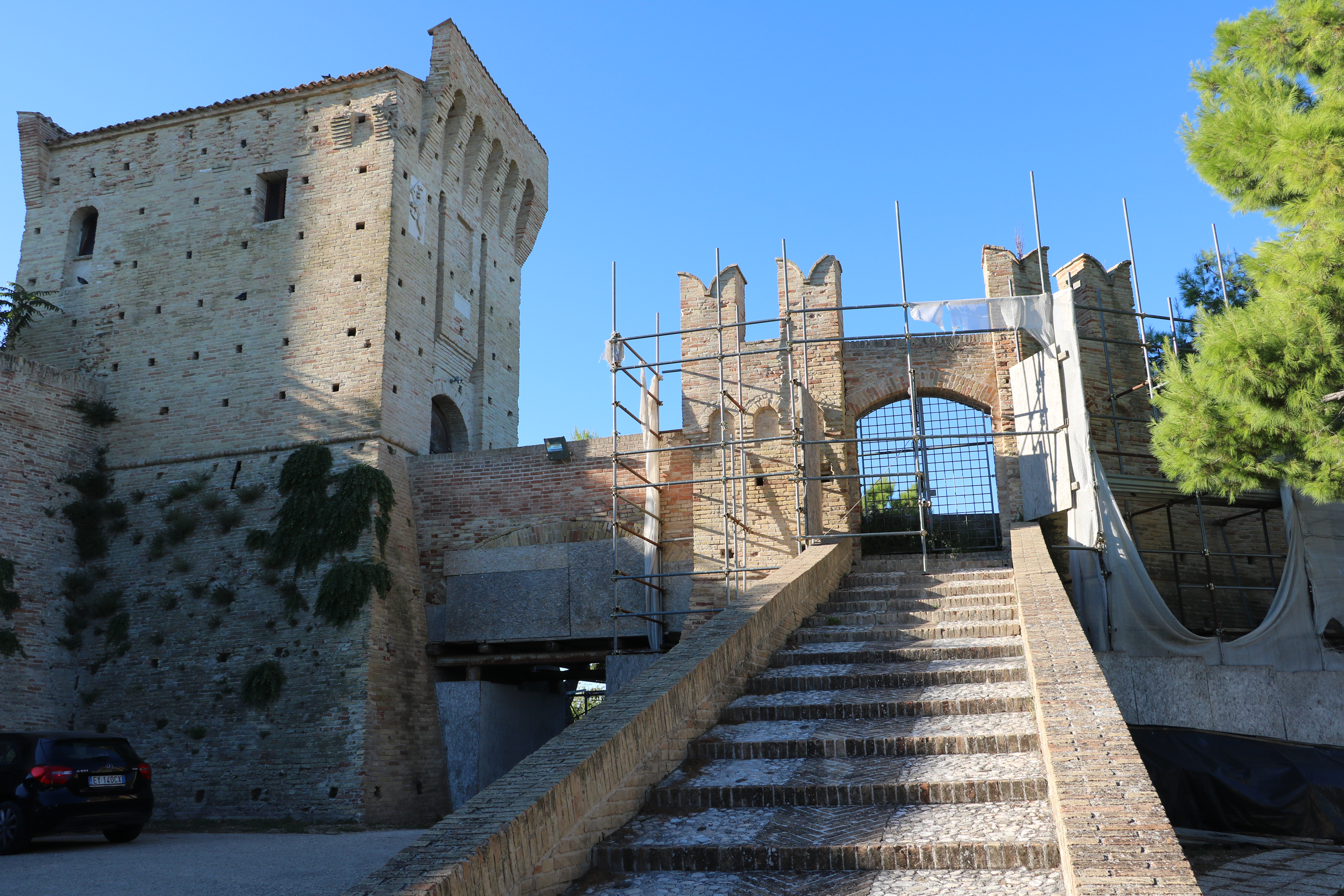
L'entrée du château.